# François-Lèon Leveque
François-Léon Lévêque (ur. 16 czerwca 1870 w Saint-Junien, zm. 26 października 1955 w Villeneuve) – pułkownik Francuskich Sił Zbrojnych, generał brygady Wojska Polskiego, dowódca polskiego lotnictwa w latach 1923–1924.

## Życiorys
Od 21 października 1889 służył w armii francuskiej. Był słuchaczem École Polytechnique, po jej ukończeniu skierowany 1 października 1891 do Aplikacyjnej Szkoły Artylerii i Saperów. 9 września 1893 promowany na podporucznika i przydzielony do 2 pułku saperów w Montpellier. Z pułku oddelegowywany dwukrotnie do Centralnego Ośrodka Badań Balonów Wojskowych. W 1897 był uczestnikiem ekspedycji na Madagaskarze, od 1900 do 1902 służył we francuskim Korpusie Ekspedycyjnym w Chinach podczas Powstania bokserów. 1 czerwca 1904 oddany do dyspozycji Ministerstwa Kolonii z przeznaczeniem do służby w Indochinach, gdzie brał udział w walkach w Tonkinie. Po powrocie od 26 lutego 1909 szef transportu w Rouen, od 9 września 1912 szef transportu w Verdun. 23 czerwca 1919 awansowany do stopnia majora. Po ogłoszeniu mobilizacji pozostał w Verdun na różnych stanowiskach w 132 Dywizji Piechoty.
Ranny w głowę 24 czerwca 1916. Po wyleczeniu skierowany do Rumunii. Od 25 lipca 1918 pełnił funkcje szefa saperów 13 Korpusu Armijnego, szefa saperów Placu Verdun, od 25 października 1919 dowódca 7 Pułku Saperów w Awinionie (franc. 7e Régiment du Génie). Od 15 lutego 1921 służył w lotnictwie, 1 listopada 1921 objął stanowisko dowódcy 3 Brygady Lotniczej, gdzie otrzymał licencję obserwatora, a 13 października 1922 licencję pilota wojskowego.
22 grudnia 1922 oddelegowany do Francuskiej Misji Wojskowej w Polsce z przeznaczeniem na szefa Departamentu IV Żeglugi Powietrznej Ministerstwa Spraw Wojskowych. 20 stycznia 1923 powierzono mu pełnienie obowiązków szefa departamentu. 20 marca 1924 został generałem brygady. Jako szef departamentu opracował plany rozwoju lotnictwa polskiego, opierając się na francuskim sprzęcie, regulaminach i systemach szkolenia z okresu I wojny światowej. Z dniem 17 sierpnia 1924 odwołany ze stanowiska, powrócił do Francji.

## Ordery i odznaczenia
- Krzyż Komandorski Legii Honorowej (1920)[1]
- Krzyż Oficerski Legii Honorowej (1915)[1]
- Krzyż Kawalerski Legii Honorowej (1901)[1]
- Krzyż Oficerski Orderu Zasługi (1917)[1]
- Krzyż Komandorski Orderu Korony Rumunii (1919)[1]
- Order Polonia Restituta[1]
- Odznaka Pilota nr 666 – 7 września 1924[2]